# TERC
TERC (System identyfikatorów i nazw jednostek podziału administracyjnego) – składnik Krajowego Rejestru Urzędowego Podziału Terytorialnego Kraju (TERYT) zawierający identyfikatory oraz nazwy jednostek zasadniczego trójstopniowego podziału terytorialnego kraju.
Aktualizacji identyfikatorów dokonuje się na bieżąco po każdej zmianie podziału terytorialnego kraju dotyczącej tworzenia, łączenia, znoszenia i zmiany nazw jednostek podziału terytorialnego.
Identyfikatory i nazwy jednostek podziału terytorialnego podane są w załączniku nr 1 do rozporządzenia Rady Ministrów dotyczącego rejestru TERYT. Po każdej aktualizacji opracowywane jest rozporządzenie wprowadzające zmiany do załącznika.

## System numeracji
System jest zbudowany według hierarchicznej numeracji:
| XX          | XX     | XX    | X         |
| województwo | powiat | gmina | typ gminy |

Typy gmin:
- 1 – gmina miejska,
- 2 – gmina wiejska,
- 3 – gmina miejsko-wiejska,
- 4 – miasto w gminie miejsko-wiejskiej,
- 5 – obszar wiejski w gminie miejsko-wiejskiej,
- 8 – dzielnice gminy Warszawa-Centrum,
- 9 – delegatury i dzielnice innych gmin miejskich.

W systemie odrębnymi identyfikatorami wyróżniono:
- miasta na prawach powiatu,
- gminy miejskie, wiejskie, miejsko-wiejskie,
- miasta i obszary wiejskie w gminach miejsko-wiejskich,
- dzielnice i delegatury w gminach miejskich.

## Przykłady
Gminy powiatu białogardzkiego mają następujące kody TERC:
- 3201011 – miasto Białogard – gmina miejska,
- 3201022 – gmina wiejska Białogard,
- 3201033 – gmina miejsko-wiejska Karlino,
- 3201034 – miasto Karlino w gminie miejsko-wiejskiej,
- 3201035 – obszar wiejski w gminie miejsko-wiejskiej Karlino.